# Unterseeboot 483
L'Unterseeboot 483 ou U-483 est un sous-marin allemand (U-Boot) de type VIIC utilisé par la Kriegsmarine pendant la Seconde Guerre mondiale.
Le sous-marin fut commandé le 5 juin 1941 à Kiel (Deutsche Werke), sa quille fut posée le 20 mars 1943, il fut lancé le 30 octobre 1943 et mis en service le 22 décembre 1943, sous le commandement du Kapitänleutnant Hans-Joachim von Morstein.
Il capitule à Trondheim, en Norvège, le 9 mai 1945 et est sabordé par les Alliés en décembre 1945.

## Conception
Unterseeboot type VII, l'U-483 avait un déplacement de 769 tonnes en surface et 871 tonnes en plongée. Il avait une longueur totale de 67,10 m, un maître-bau de 6,20 m, une hauteur de 9,60 m et un tirant d'eau de 4,74 m. Le sous-marin était propulsé par deux hélices de 1,23 m, deux moteurs diesel Germaniawerft M6V 40/46 de 6 cylindres en ligne de 1 400 cv à 470 tr/min, produisant un total de 2 060 à 2 350 kW en surface et de deux moteurs électriques Siemens-Schuckert GU 343/38-8 de 375 cv à 295 tr/min, produisant un total 550 kW, en plongée. Le sous-marin avait une vitesse en surface de 17,7 nœuds (32,8 km/h) et une vitesse de 7,6 nœuds (14,1 km/h) en plongée. Immergé, il avait un rayon d'action de 80 milles marins (150 km) à 4 nœuds (7,4 km/h; 4,6 milles par heure) et pouvait atteindre une profondeur de 230 m. En surface son rayon d'action était de 8 500 milles nautiques (soit 15 700 km) à 10 nœuds (19 km/h). 
L'U-483 était équipé de cinq tubes lance-torpilles de 53,3 cm (quatre montés à l'avant et un à l'arrière) qui contenait quatorze torpilles. Il était équipé d'un canon de 8,8 cm SK C/35 (220 coups) et d'un canon antiaérien de 20 mm Flak. Il pouvait transporter 26 mines TMA ou 39 mines TMB. Son équipage comprenait 4 officiers et 40 à 56 sous-mariniers.

## Historique
Il suit son entraînement initial à la 5. Unterseebootsflottille jusqu'au 31 juillet 1944, il intègre son unité de combat avec la 3. Unterseebootsflottille jusqu'au 4 septembre 1944 et finira sa carrière dans la 11. Unterseebootsflottille.
Le sous-marin est équipé du Schnorchel en août 1944.
Sa première patrouille est précédée de courts trajets de Kiel à Horten et de Horten à Stavanger. Elle commence le 3 octobre 1944, au départ de Stavanger.
Le 12 octobre, une panne du Schnorchel entraine une intoxication au CO2 tuant un homme d'équipage.
Le 1er novembre 1944, il torpille la frégate britannique HMS Whitaker (K580) (en) au large de Malin Head, en Irlande. Le Commandant, tous les officiers et 79 marins meurent lors de l'attaque, mais le bateau ne coule pas. Les feux furent éteints, l'eau est pompée et il est remorqué au port de Londonderry, puis à Belfast. En arrivant au port, il est déclaré irrécupérable. L'U-483  rentre à la base après 50 jours en mer.
Basé à Bergen, l'U-483 part pour sa deuxième patrouille, le 7 février 1945. Il navigue dans l'Atlantique Nord, vers les îles Féroé et l'Irlande du Nord. Selon une source, il réussit à entrer en Mer d'Irlande. Il accoste à Trondheim 48 jours après, sans succès.

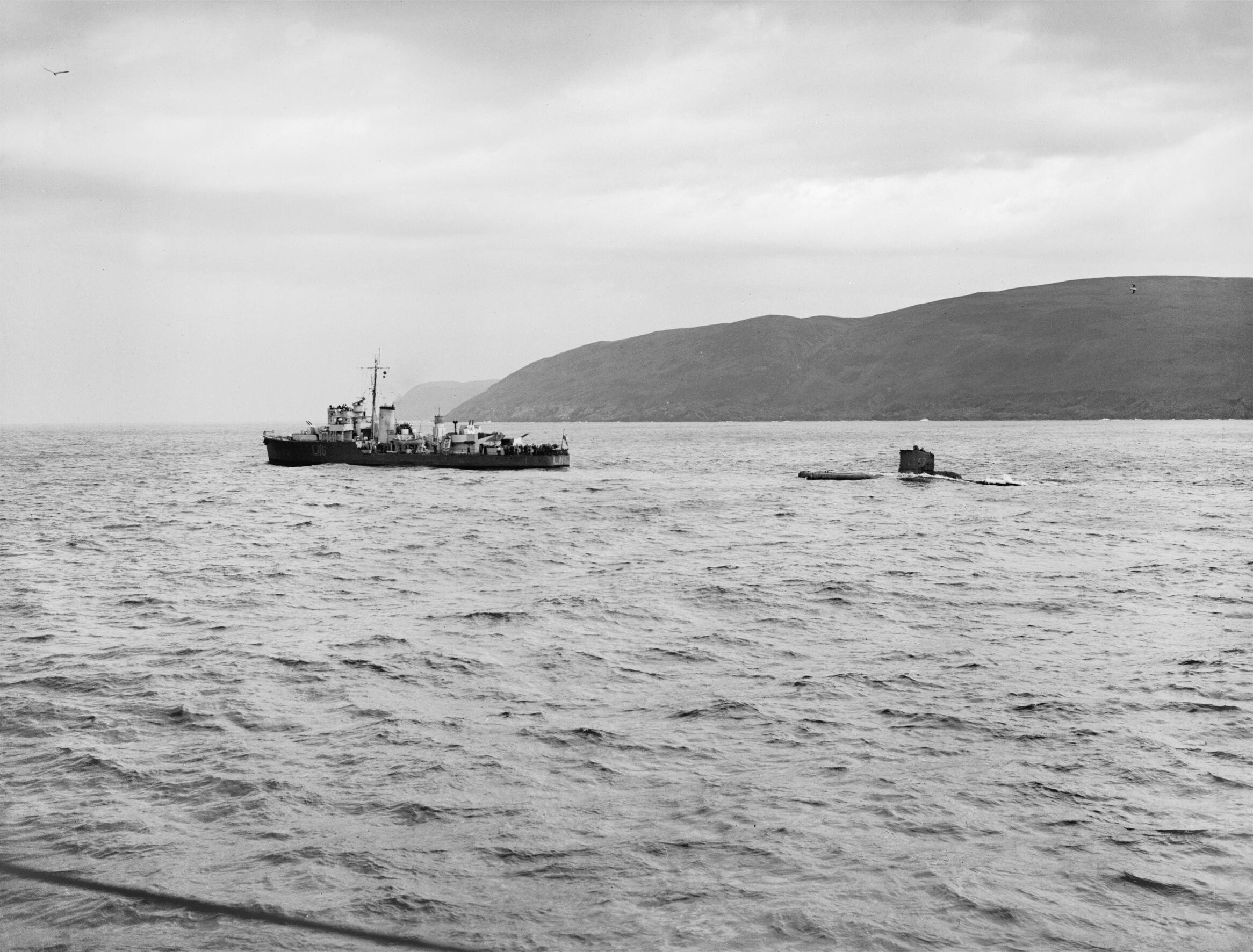
U-Boot U-2337 de type XXIII remorqué en mer pour l'Opération Deadlight en novembre 1943.

Après sa reddition à Trondheim, le 9 mai 1945, il est transféré le 29 mai à Scapa Flow puis au Loch Ryan, en Écosse, en vue de l'opération de destruction massive des sous-marins allemands. Il est sabordé par les alliés le 16 décembre 1945, à la position géographique 56° 10′ N, 10° 05′ O.

## Affectations
- 5. Unterseebootsflottille du 22 décembre 1943 au 31 juillet 1944 (Période de formation).
- 3. Unterseebootsflottille du 1er août 1944 au 4 septembre 1944 (Unité combattante).
- 11. Unterseebootsflottille du 5 septembre 1944 au 8 mai 1945 (Unité combattante).

## Commandement
- Kapitänleutnant  Hans-Joachim von Morstein du 22 décembre 1943 au 9 mai 1945 (Croix de chevalier).

## Patrouilles
|       | Commandant                       | Départ           | Départ    | Arrivée          | Arrivée   | Jours     | Succès  |
| ----- | -------------------------------- | ---------------- | --------- | ---------------- | --------- | --------- | ------- |
|       | Kptlt. Hans-Joachim von Morstein | 31 août 1944     | Kiel      | 2 septembre 1944 | Horten    | 3 jours   |         |
|       | Kptlt. Hans-Joachim von Morstein | 5 septembre 1944 | Horten    | 8 septembre 1944 | Stavanger | 4 jours   |         |
| 1     | Kptlt. Hans-Joachim von Morstein | 3 octobre 1944   | Stavanger | 21 novembre 1944 | Bergen    | 50 jours  | 1 300   |
| 2     | Kptlt. Hans-Joachim von Morstein | 7 février 1945   | Bergen    | 26 mars 1945     | Trondheim | 48 jours  |         |
| Total | Total                            | Total            | Total     | Total            | Total     | 105 jours | 1 300 t |

Note : Kptlt. = Kapitänleutnant

## Navire(s) coulé(s)
L'U-483 détruisit 1 navire de guerre de 1 300 tonneaux au cours des 2 patrouilles (105 jours en mer) qu'il effectua.
| Date              | Navire       | Nationalité | Tonnage | Sort         |
| ----------------- | ------------ | ----------- | ------- | ------------ |
| 1er novembre 1944 | HMS Whitaker | Royal Navy  | 1 300   | Perte totale |